# Персидский туман
Тума́н, тома́н, (перс. تومان‎, англ. toman) — официальная денежная единица Персии c 1825 по 1932 год.

## История

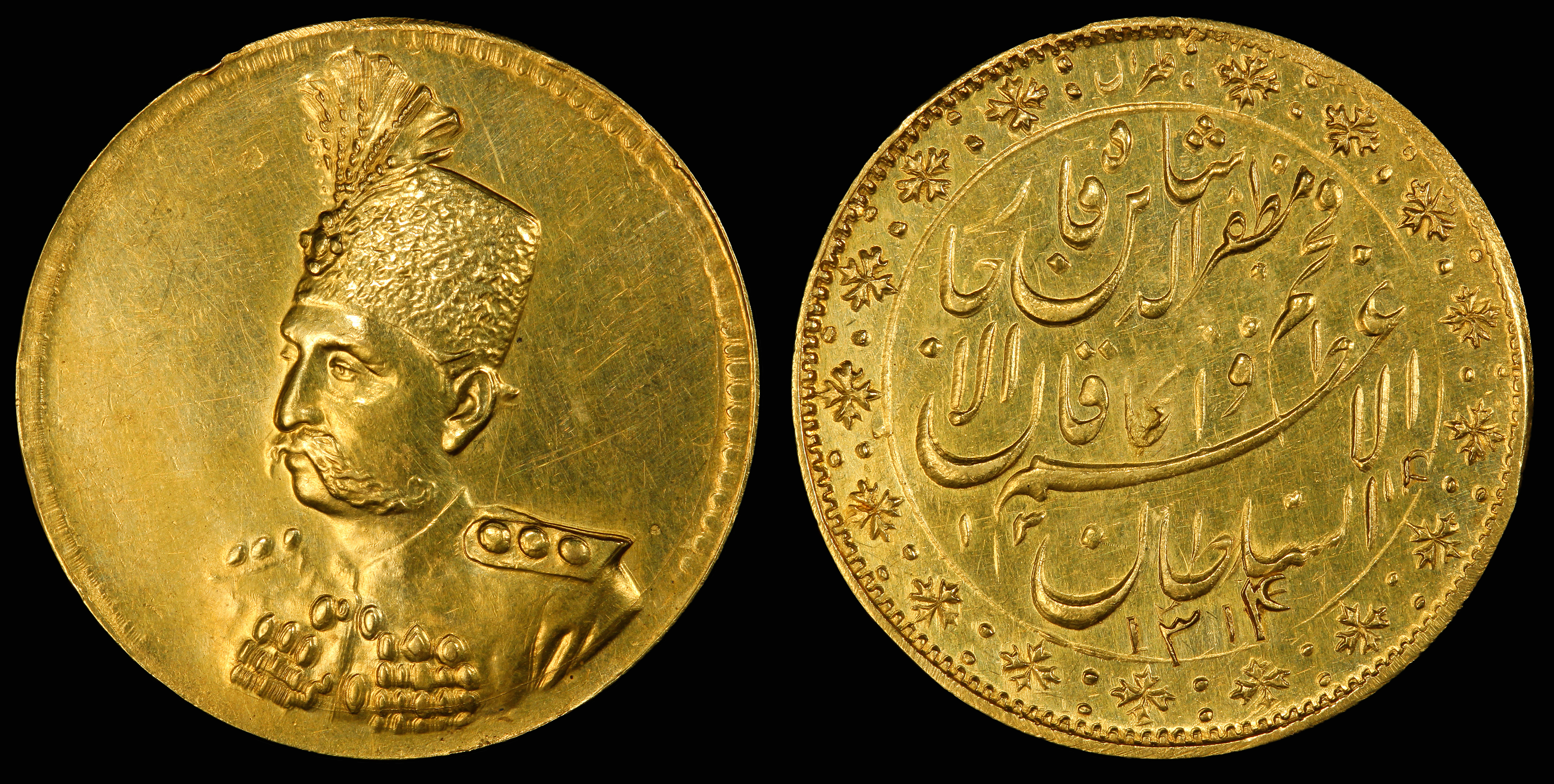
Золотая монета в 10 туманов, около 1896 г., изображающая Мозафереддин-шаха Каджара, шаха династии Каджаров

В середине XIX века 1 персидский туман стоил 4 рубля.
Банкноты выпускались Имперским банком Персии.
Один туман равнялся 10 тысячам динаров.
В 1932 году была проведена денежная реформа, туман заменён иранским риалом по курсу 1:10. Хотя в настоящее время государственной валютой остаётся риал, цены в розничной торговле указываются, как правило, в туманах. Это делается для удобства и позволяет отбрасывать лишний ноль при расчётах.
В некоторых случаях под туманом понимают 10 тысяч риалов либо 10 млн риалов, в зависимости от ситуации.

### Иранский туман
В 2016 году правительством Ирана был одобрен проект денежной реформы.
4 мая 2020 года Парламент Ирана утвердил законопроект о переименовании и деноминации национальной денежной единицы. Согласно данному документу, новая валюта будет называться «туман». При обмене одному туману будут соответствовать 10 тыс. риалов.